# Phreatia
Phreatia is een geslacht met 150 tot 255 soorten orchideeën uit de onderfamilie Epidendroideae.
Het zijn kleine epifytische orchideeën uit de regenwouden van Zuidoost-Azië, Indonesië, Nieuw-Guinea, Australië en de eilanden van de Stille Oceaan.

## Naamgeving enetymologie
- Synoniem: Plexaure Endl.

De botanische naam Phreatia is afkomstig van Oudgrieks φρεατία, phreatia en betekent 'bron' of 'waterput', naar da structuur die gevormd wordt door de laterale kelkbladen en de lip.

## Kenmerken
Phreatia-soorten zijn epifytische planten met al dan niet pseudobulben. De soorten met pseudobulben dragen één tot drie, die zonder tot twaalf bladeren in twee rijen, dikwijls vlezig en voorzien van bladscheden. De bloeiwijze is een laterale of eindstandige en dichtbloemige tros met witte tot lichtgroene bloempjes.
Kelk- en kroonbladen zijn gelijkvormig, de kelkbladen zijn gefuseerd met de voet van het gynostemium tot een mentum. De lip vormt samen met de kelkbladen een soort kroontje met middenin het gynostemium, wat oppervlakkig aan een bron of waterput doet denken. Er zijn acht pollinia, door een lang en slank stipum verbonden met een eivormig viscidium.

## Habitaten verspreiding
Phreatia-soorten groeien op bomen in de warme laagland- en montane regenwouden van Zuidoost-Azië, Indonesië, Australië en de eilanden van de Stille Oceaan. Het grootste aantal soorten is echter te vinden in Nieuw-Guinea.

## Taxonomie
Het geslacht telt naargelang de gevolgde taxonomie 150 tot 255 soorten, die zijn opgedeeld in verschillende secties. De typesoort is Phreatia elegans.